# Оттон-Вільгельм (граф Бургундії)
Оттон-Вільгельм (*Otte-Guillaume, бл. 955/962 — 21 вересня 1026) — граф Бургундський, Маконський та Неверський.

## Біографія

### Молоді роки
Походив з італійської династії Анскарідів. Син Адальберта I, короля Італії, та Герберги, доньки Ламберта, графа Шалону. У малому віці після повалення його батька перебрався разом з Адальбертом і Гербергою до Бургундського герцогства, де в Отені їм надав притулок місцевий герцог Генріх I.
У 972 році був фактично всиновлений герцогом Генріхом I. Здобув виховання при дворі останнього. У 976 році оженився на доньці графа де Русі. У 978 році отримав Неверське графство, 982 року — Маконське і Бургундське графства. 986 року Оттона-Вільгельма призначено намісником Бургундського герцогства.
У 995 році призначив намісником Макону свого сина Гі, а у 1002 році — графом.

### Герцог
У 1002 році після смерті відчима Генріха I Бургундського, що не залишив синів, оголосив себе герцогом. Втім відразу стикнувся з зазіханнями Роберта II, короля Франції, який доводився небожем покійному герцогу. Розпочалася війна, що тривала до 1005 року.
У 1005 році після поразки від військ короля Франції вимушений був зректися права на герцогство, проте залишив за собою графства Бургундія, Бомон, Фувен, Ошере.

### Граф Бургундії
З огляду на ситуацію спрямував зусилля на піднесення залишених володінь. У 1006 році (після смерті сина Гі) передав онуку — Оттону II — Маконське графство, а сину Раулю — графства Амуа, Варе і Портуа. У 1014 році отримав від імператора Генріха II підтвердження на володіння абатства Фрутуарія.
У 1016 році після визнання Рудольфом III, королем Бургундії, васальної залежності від Генріха II, імператора Священної Римської імперії, Оттон-Вільгельм очолив повстання бургундських графів проти короля. Водночас Оттон-Вільгельм відмовився визнати зверхність імперії.
У 1018 році Рудольф III вимушений був скасувати угоду з імператором. Втім того ж року останній знову змусив короля Бургундії знову визнати себе спадкоємцем трону. Ця боротьба тривала до самої смерті Оттона-Вільгельма, який вправно відбивав напади імператорських військ. Помер у 1027 році, йому спадкував син Рено I.

## Родина
1. Дружина — Ерменгарда (д/н-1005), донька Рено, графа Русі
Діти:
- Гі (бл.975-1006), граф Макону
- Матильда (975/980 — 1005), дружина Ландеріка де Монсо, графа Неверського
- Бруно, архидиякон в Лангрі
- Герберга (бл. 985—1019/1024), дружина Вільгельма II, графа Прованського
- Рено I (бл. 990—1057), граф Бургундський
- Агнес (бл. 995—1068), дружина Вільгельма V, графа Пуатевінського, герцога Аквітанського

2. Дружина — Аделаїда-Бланка, донька Фулько II, графа Анжуйського
Діти: не було